# Luh (okres Rachov)
Luh, ukrajinsky Луг, maďarsky Lonka, je obec ve velkobočkovské venkovské komunitě, v okrese Rachov, v Zakarpatské oblasti Ukrajiny. V roce 2025 zde žilo 1985 obyvatel.

## Místní části
- Kiziy (ukrajinsky Кізі nebo Кузій, maďarsky Erdészvölgy)

## Historie
První písemná zmínka o obci pochází z roku 1439. Na levém břehu řeky Tisy, na území sousedního Rumunska, se nachází obec Lunca la Tisa, což v překladu znamená Luh nad Tisou, která byla kdysi jedním celkem s obcí Luh a oddělovala ji pouze řeka Tisa, překlenutá mostem. V obci se nacházel lovecký palác rakousko-uherského následníka trůnu Rudolfa. Postaven byl v roce 1885. K loveckému zámečku vedla elegantní lipová alej vyzdobená díly nejlepších řezbářů regionu.
Do uzavření Trianonské smlouvy byla obec součástí Uherska, poté byla (pod názvem Luh) součástí Československa. V roce 1921 zde stálo 304 domů a žilo 1297 obyvatel, z toho 12 Čechů a Slováků, 1157 Rusínů, 52 Maďarů a 67 Židů. Od roku 1945 byla obec součástí Ukrajinské sovětské socialistické republiky, která byla součástí Sovětského svazu; nakonec od roku 1991 je součástí samostatné Ukrajiny.